# Ličko Petrovo Selo
Ličko Petrovo Selo es una localidad de Croacia en el municipio de Plitvička Jezera, condado de Lika-Senj.

## Geografía
Se encuentra a una altitud de 361 m s. n. m. a 146 km de la capital nacional, Zagreb.

## Demografía
En el censo 2011 el total de población de la localidad fue de 110 habitantes.
| Gráfica de población de Ličko Petrovo Selo 1857-2011                |
|                                                                     |
| Según los censos de población de la oficina estadística de Croacia. |